# Керман (остан)
Керман (на персийски: کرمان) е един от 31 остани (провинции) на Иран. Разположен е в югоизточната част на страната. С площ от 180 726 km2 заема около 11% от територията на Иран и се нарежда на второ място по големина. Населението наброява около 3 млн. души, 57% от които живеят в градовете на остана. Административният център на провинцията е град Керман.

## Административно деление
Всеки остан в Иран административно се дели на шахрестани. Всеки шахрестан се състои от по-малки административни единици – бахши. Административният център на шахрестан е град, който носи името на шахрестана. Керман е разделен на 20 шахрестана. Административният център на остана е град Керман.
| Карта на остан Керман | Шахрестани |
| --------------------- | --- |
|                       | 1. Керман 2. Равар 3. Кухбанан 4. Заранд 5. Рафсанджан 6. Анар 7. Шахр-е Бабак 8. Бардсир 9. Сирджан 10. Бафт 11. Рабор 12. Джирофт 13. Бам 14. Фахрадж 15. Риган 16. Анбарабад 17. Кахнудж 18. Рудбар-е Джонуб 19. Гале Гандж 20. Мануджан |

## История
Названието Керман в староперсийски и еламитски вариант за първи път се среща в Бехистунския надпис от 6 век пр.н.е. В надписа регионът с това име се споменава като място, от което се внася дървесина за построяването на двореца на Дарий I в Суза. Древните арабски географи наред с Керман използват и името Карман. Гръцките автори през епохата на Селевкидите наричат територията Карманиа, название, с което тя е известна като сатрапия на Александър Македонски. Сегашният град Керман е основан от Ардашир I и продължително време носи името Бардсир/Бардашир, което е производно от първоначалното Бех-Ардашир.
Подобно на много други региони на древна Персия провинцията Керман по време на управление на Сасанидите е подложена на арабското нашествие през 7 век. Зороастрийците запазват контрол над планинските територии между Сирджан и Бардсир в течение на още 200 години, но след многобройни войни контролът над цялата територия на провинцията преминава към арабските владетели. По време на управление на Абасидите главният град на Керман е Сирджан. По-късно градът Бардсир става столица и приема името на самата провинция Керман.
Територията на Керман е арена на много войни и преминава през управление на няколко мюсюлмански династии до 14 век, когато нахлуват монголските нашественици. През 15 век регионът известно време се управлява от наместниците на Тимур. От началото на 16 век контролът над Керман се поема от Сефевидите. По време на Сефедските правители, основно през първата половина на 17 век провинцията има съществено икономическо развитие.
През 18 век Керман се управлява последователно от династиите Афшариди и Зенди. Преминава във владение на династията на Каджарите след кървава битка през 1794 г. Въпреки това Керман остава сравнително независим от централната власт на Иран и се управлява от местния елит. Каджарите губят абсолютната си власт в страната в резултат на конституционната революция в началото на 20 век, за която имат принос и керманските конституционалисти.

## География
Керман се намира в югоизточната част на Иран. С площ от 180 726 km2 заема около 11% от територията на Иран, с което се нарежда на второ място по големина. На север граничи с останите Южен Хорасан и Язд, на изток със Систан и Балучестан, на юг с Хормозган, на запад с Фарс.
Регионът е високопланински, шахрестан Бафт е с най-голямо в остана средно надморско равнище от 2250 m. Най-високият планински масив е Хазаран (4500 m). Голяма част от територията е покрита със степи и пясъчни пустини. Единствената непресъхваща река е Халилруд с дължина около 400 km. Водата ѝ се използва за поливни цели в шахрестан Джирофт. Оазисите в пустинята се снабдяват с вода чрез известната от древността система ганати.
Провинцията се намира в сеизмична зона. Последните разрушителни земетресения, причинили много жертви и големи щети, са през декември 2003 г. около древния град Бам и февруари 2005 г. в Заранд.
Климатът на провинцията е различен в зависимост от района: сух в северните и северозападните части, на юг и югоизток влажен и топъл. В централната част на остана високите температури през януари са със средната стойност 11,8 °C, ниските са -4,0 °C. През юли средните високи и ниски температури са съответно 35,5 °C и 17 °C. Валежите са разпределени неравномерно, като средните годишни количества са между 30 и 60 mm в пустините и 350 – 400 mm и повече в планините. Най-много валежи има през зимните месеци и с изключение на източните райони те са от сняг.

## Население
Съгласно националното преброяване през 2011 г. населението на провинцията е 2 938 988 души, от които 1 689 842 души живеят в градовете, 68,4 % са на възраст между 15 и 64 години, 4,8 % са над 65 години и 26,7% са под 15 години. Средният годишен приръст на населението между 2006 и 2011 г. е 2,07%, плътността е 16 души/km2. 82,20% от населението на Керман е грамотно (възрастова група над 6 г.).
Населението на остана се състои основно от персийци. Малцинствените етнически групи са тюрки, араби, белуджи. Племената на белуджите населяват югоизточните райони на остана и – за разлика от тюркоезичните племена и арабските заселници – са коренно население на тази територия.
Мнозинството на населението са мюсюлмани-шиити, религиозните малцинства са зороастрийци и евреи.
За провинцията са характерни два езика. В северните планински райони се говори на персийски, в южната равнинна част се използва местният език гармсири. Зороастрийците и евреите говорят на диалекти, близки до мидийския език.

## Икономика
Географското положение на Керман като транзитна територия, свързваща иранския излаз на Ормузкия проток с вътрешността на страната, е в основата на икономиката на провинцията. Тя е един от търговските центрове на Иран, през който минава вносът и износът на разнообразни стоки и земеделска продукция. В градовете Сирджан, Джирофт и Бам има свободни икономически зони. За подпомагане промишленото развитие на провинцията в много от селищата ѝ са изградени специални центрове с необходимата инфраструктура и комуникации.

### Промишленост
Мините на Керман са богати на желязна руда, въглища, мед, и други полезни изкопаеми и в провинцията има няколко миннодобивни предприятия. Тук са концентрирани много предприятия от автомобилната индустрия на Иран – в град Керман се базира компания за производство на автомобилни гуми, в град Бам се намират заводите за производство на леки коли и автобуси и няколко предприятия за автомобилни части. Сред основните отрасли на икономиката са също хранително-вкусовата, текстилната и строителната промишлености.

### Селско стопанство
В провинцията са развити предимно градинарството и земеделие, животновъдството има незначителен дял. Отглеждат се жито, ечемик, картофи, захарно цвекло, памук и др. В градините на остана се произвеждат ябълки, круши, цитруси, фурми, бадеми, орехи, шамфъстъци.
В северозападните шахрестани на Керман се произвежда над 95% от иранския шамфъстък, като в градините на шахрестан Рафсанджан се добиват около 70% от цялата реколта. Цитрусовите плодове, отглеждани в бахш Шахдад на шахрестан Керман, са прочути в Иран със своите вкусови качества. В провинцията традиционно се отглежда ким, като в страната най-много се цени произведеният в шахрестан Бафт.

### Транспорт
В Керман са изградени три вида транспортни комуникации – въздушни, автомобилни и железопътни.
В остана има пет летища – в градовете Керман, Бам, Рафсанджан, Сирджан и Джирофт. Летището в град Керман е международно и обслужва полетите за и от страните от Персийския залив.
През Керман преминават автомобилните пътища, свързващи:
1. Техеран и пристанищния град на Ормузки проток Бандар Абас, който е и административният център на провинция Хормозган. Този път прекосява провинцията през шахрестан Сирджан;
2. Техеран и пристанищния град на Омански залив Чабахар;
3. Градовете Керман и административния център на провинция Разави Хорасан Машхад;
4. Градовете Керман и Бандар Абас;
5. Градовете Керман и Язд;
6. Градовете Керман и Бафт;
7. Градовете Керман и Заранд;
8. Градовете Сирджан и Бафт.

През шахрестан Сирджан минават влаковете на направлението Техеран-Бандар Абас. Отделна железопътна линия свързва административните центрове на шахрестаните Бафг, Заранд и Керман.

## Образование
В Керман се намират десетки университети и центрове за висше образование, сред които са:
- Кермански медицински университет[16]
- Кермански университет Шахид Бахонар[17]
- Университет за нови технологии[18]
- Рафсаджански медицински университет[19]
- Сирджански технически университет[20]

В шахрестаните на провинцията са разположени голям брой центрове за религиозно обучение. В много градове има филиали на университета Паям-е Нур и на Свободен исламски университет.

## Забележителности
В Керман има значителен брой паметници на персийската цивилизация, много от които са от световно значение и са включени в списъка на ЮНЕСКО за световното културно наследство.
Един от най-древните градове на остана е Шахр-е Бабак, чието създаване се приписва на Ардашир I (Ардашир Бабакан), основателят на Сасанидската империя. Близо до него се намира древното село Мейманд, обект от списъка на ЮНЕСКО, забележителен със запазената културна идентичност. Сред историческите паметници на архитектурата са крепостта в Мануджан от времето на Сасанидите, замъкът Арг-е Райен в шахрестан Керман и включената в списъка на ЮНЕСКО цитадела Арг-е Бам.
В град Махан се намира градината Шазде, една от персийските градини, включени в списъка на ЮНЕСКО. В стария център на град Керман се намира комплексът Ганджали Хан, архитектурен паметник от епохата на Сефевидите. Комплексът включва площад, кервансарай, училище, обществена баня (сега музей), аб анбар, базар, джамия и монетен двор. Надписите в комплекса посочват точните дати на изграждането на различните части.
Сред природните забележителности на остана са планината Хазар, ерозираните релефи (ярданги или калути) на включената в списъка на ЮНЕСКО пустиня Дащ-е Лут, предложените за същия списък национален парк Хабр и резерват Ручун.
В провинцията се намират образци на древните хидротехнически съоръжения яхчал.
- Селото Мейманд
- Ярданги в Дащ-е Лут
- Яхчал в Сирджан
- Градината Шазде
- Джамия Ганджали Хан